# Municipio de Sherman (Ohio)
El municipio de Sherman (en inglés: Sherman Township) es un municipio ubicado en el condado de Huron en el estado estadounidense de Ohio. En el año 2010 tenía una población de 510 habitantes y una densidad poblacional de 7,58 personas por km².

## Geografía
El municipio de Sherman se encuentra ubicado en las coordenadas 41°10′38″N 82°47′11″O / 41.17722, -82.78639. Según la Oficina del Censo de los Estados Unidos, el municipio tiene una superficie total de 67.27 km², de la cual 67,01 km² corresponden a tierra firme y (0,39 %) 0,26 km² es agua.

## Demografía
Según el censo de 2010, había 510 personas residiendo en el municipio de Sherman. La densidad de población era de 7,58 hab./km². De los 510 habitantes, el municipio de Sherman estaba compuesto por el 98,04 % blancos, el 0,39 % eran asiáticos, el 0,2 % eran de otras razas y el 1,37 % eran de una mezcla de razas. Del total de la población el 0,98 % eran hispanos o latinos de cualquier raza.